# Yves Metman
Pour les articles homonymes, voir Metman.
Yves Metman, né le 28 septembre 1913 à Saint-Martin (Bailliage de Guernesey) et mort le 4 décembre 1999 à Saint-Germain-en-Laye (Yvelines), est un archiviste, historien et sigillographe français. Archiviste paléographe, il dirige le Service des sceaux des Archives nationales de 1944 à 1978, puis le Minutier central des notaires de Paris jusqu'en 1981.

## Biographie

### Origine et formation
Yves Metman est le petit-fils d'Étienne Metman, avocat et membre de la Commission des antiquités du département de la Côte-d'Or, et le fils de René Metman, attaché au Muséum national d'histoire naturelle de Paris. Il fait ses études secondaires au lycée Lakanal à Sceaux.
Il est admis à l'École nationale des chartes à l'issue du concours d'entrée de 1935 et y obtient le diplôme d'archiviste paléographe en 1939 après avoir soutenu une thèse d'établissement intitulée La vie économique à Paris pendant le siège de 1590. Il est également licencié ès lettres et élève de l'École du Louvre.

### Carrière professionnelle
Yves Metman commence par remplacer Maurice Durand-Barthez, prisonnier de guerre de 1940 à 1941, aux Archives départementales du Gers, prisonnier de guerre de 1940 à 1941. Il est ensuite chargé de mission aux Archives départementales de l'Yonne et du Tarn-et-Garonne.
En 1942, il entre aux Archives nationales où il effectue le reste de sa carrière professionnelle. D'abord nommé à la Section ancienne, il succède à Jacques Meurgey de Tupigny à la direction du Service des sceaux en 1944. Promu conservateur en chef en 1978, il prend la tête du Minutier central des notaires de Paris jusqu'à sa retraite en 1981.
Yves Metman est également membre de plusieurs sociétés savantes, à commencer par la Société française d'héraldique et de sigillographie dont il successivement administrateur (1960), vice-président (1965), président (1973) et président d'honneur (1981). Il est également président du Comité international de sigillographie, de la Société des amis des Archives, de la Compagnie des experts en écriture près la cour d’appel de Paris, et membre de l’Académie internationale d’héraldique et de l'Institut grand-ducal de Luxembourg,.

## Décorations
- Chevalier de la Légion d'honneur (1959)[8].
- Officier de l'ordre national du Mérite (1973)[8].
- Officier de l'ordre des Palmes académiques (1949)[8].
- Commandeur de l'ordre des Arts et des Lettres (1976)[8].
- Officier de l'ordre de la Couronne de chêne (Luxembourg)[7].

## Publication
- Le Registre ou plumitif de la construction du Pont Neuf : Archives nationales Z1f 1065, Paris, Service des travaux historiques de la Ville de Paris, 1987, 114 p. (ISBN 978-2368051221).